# Trofeo Cittadella
Il Trofeo Cittadella è un premio dedicato alla narrativa fantasy per adulti in lingua italiana, nato nel 2010 come Premio Cittadella a cura dell'Associazione Culturale Piazza dei Bardi.
Il premio prende il nome dalla Cittadella Viscontea di Piacenza, fortificazione considerata fra i simboli della città dalla quale vengono le ideatrici del premio, Solange Mela e Antonia Romagnoli.
La prima edizione si è svolta a Pavia. Successivamente le premiazioni si sono appoggiate per alcune edizioni al San Giorgio di Mantova Fantasy per poi approdare all'Associazione Culturale Deep Space One che bandisce sia il Trofeo Cittadella che il Trofeo Cassiopea.
Le premiazioni si svolgono ogni anno a Fiuggi durante la DeepCon.
Nel corso delle varie edizioni ha avuto fra presidenti e giurati molti nomi prestigiosi, come Alex Voglino, Paolo Gulisano, Emanuele Manco, Flora Staglianò e Alfonso Zarbo.

## Edizioni
| Edizione | Posizione in classifica                   | Autori                              | Titolo                                                  | Casa editrice           | Giuria | Manifestazione associata       |
| -------- | ----------------------------------------- | ----------------------------------- | ------------------------------------------------------- | ----------------------- | --- | ------------------------------ |
| 2010     | primo                                     | Marco Davide                        | Figli di tenebra                                        | Curcio                  | - Emanuele Manco, presidente - Paolo Gulisano, critico letterario e saggista - Fabiana Redivo, scrittrice - Fabrizio Valenza, scrittore - Alex Voglino, scrittore | Medioevo Fantasy Fest          |
| 2010     | secondo ex aequo                          | Luca Azzolini                       | Il fuoco della fenice                                   | La Corte                | - Emanuele Manco, presidente - Paolo Gulisano, critico letterario e saggista - Fabiana Redivo, scrittrice - Fabrizio Valenza, scrittore - Alex Voglino, scrittore | Medioevo Fantasy Fest          |
| 2010     | secondo ex aequo                          | Massimo Bianchini                   | Nephandum                                               | Curcio                  | - Emanuele Manco, presidente - Paolo Gulisano, critico letterario e saggista - Fabiana Redivo, scrittrice - Fabrizio Valenza, scrittore - Alex Voglino, scrittore | Medioevo Fantasy Fest          |
| 2010     | secondo ex aequo                          | Alessio Gallerani                   | Rootworld, la radice oscura                             | Edizioni Domino         | - Emanuele Manco, presidente - Paolo Gulisano, critico letterario e saggista - Fabiana Redivo, scrittrice - Fabrizio Valenza, scrittore - Alex Voglino, scrittore | Medioevo Fantasy Fest          |
| 2010     | secondo ex aequo                          | Roberto Re                          | Il libro dei misteri                                    | Albatros il Filo        | - Emanuele Manco, presidente - Paolo Gulisano, critico letterario e saggista - Fabiana Redivo, scrittrice - Fabrizio Valenza, scrittore - Alex Voglino, scrittore | Medioevo Fantasy Fest          |
| 2011     | primo                                     | Alessio Paolucci                    | L'ombra della congiura                                  | Kaba Edizioni           | |                                |
| 2012     | primo                                     | Francesco Barbi                     | Il burattinaio                                          | Baldini & Castoldi      | - Flora Staglianò, presidente - Fabrizio Furchì - Laura Fanucci - Marco Musella - Claudia Macchetta - Valentina Daniele - Gabriella Gregori - Fabiana Redivo      | San Giorgio di Mantova Fantasy |
| 2012     | secondo                                   | Roberto Re                          | La valle dei dimenticati                                | Sangel Edizioni         | - Flora Staglianò, presidente - Fabrizio Furchì - Laura Fanucci - Marco Musella - Claudia Macchetta - Valentina Daniele - Gabriella Gregori - Fabiana Redivo      | San Giorgio di Mantova Fantasy |
| 2012     | terzo                                     | Alfonso Zarbo                       | Ivengral, la via dell'acciaio                           | Linee Infinite Edizioni | - Flora Staglianò, presidente - Fabrizio Furchì - Laura Fanucci - Marco Musella - Claudia Macchetta - Valentina Daniele - Gabriella Gregori - Fabiana Redivo      | San Giorgio di Mantova Fantasy |
| 2013     | primo                                     | XOmegaP                             | Il risveglio degli obliati                              | Edizioni Domino         | - Alfonso Zarbo, presidente | San Giorgio di Mantova Books   |
| 2014     |                                           |                                     |                                                         |                         | | DeepCon                        |
| 2015     | Sezione Fantasy Classico, primo           | XOmegaP                             | trilogia Finisterra                                     | Edizioni Domino         | - Alfonso Zarbo, presidente - Monica Serra - Filomena Cecere - Roberto Re - Alessandro Iascy - Gabriele Zanvercelli - Fabiana Redivo                              | DeepCon                        |
| 2015     | Sezione Magia Urbana Prêt-à-porter, primo | Chiara Negrini                      | Il vampiro della bassa                                  | Edizioni Domino         | - Alfonso Zarbo, presidente - Monica Serra - Filomena Cecere - Roberto Re - Alessandro Iascy - Gabriele Zanvercelli - Fabiana Redivo                              | DeepCon                        |
| 2015     | Sezione Nuove Chimere, primo ex aequo     | - Andrea Atzori - Tim D.K.          | Multiverse ballad                                       | Origami Edizioni        | - Alfonso Zarbo, presidente - Monica Serra - Filomena Cecere - Roberto Re - Alessandro Iascy - Gabriele Zanvercelli - Fabiana Redivo                              | DeepCon                        |
| 2015     | Sezione Nuove Chimere, primo ex aequo     | - Roberto Gerilli - Giacomo Bernini | Città senza eroi                                        | UTE Libri               | - Alfonso Zarbo, presidente - Monica Serra - Filomena Cecere - Roberto Re - Alessandro Iascy - Gabriele Zanvercelli - Fabiana Redivo                              | DeepCon                        |
| 2016     | primo                                     | Daniele Picciuti                    | Nero elfico                                             | Watson Edizioni         | | DeepCon                        |
| 2017     | primo ex aequo                            | Elena Mandolini                     | Biancaneve Zombie                                       | HOW2 Edizioni           | | DeepCon                        |
| 2017     | primo ex aequo                            | Stefano Mancini                     | Pestilenza                                              | Dark Zone Edizioni      | | DeepCon                        |
| 2017     | secondo                                   | - Sara Bosi - Massimiliano Prandini | Il serpente di fuoco                                    | Delos Books             | | DeepCon                        |
| 2018     | primo                                     | Alessandra Cinardi                  | Vita e il libro dei morti                               | Curcio                  | - Monica Serra, presidente - Roberto Re - Gabriele Zanvercelli - Fabiana Redivo                                                                                   | DeepCon                        |
| 2018     | secondo                                   | Alessio Del Debbio                  | Berserkr                                                | Dark Zone Edizioni      | - Monica Serra, presidente - Roberto Re - Gabriele Zanvercelli - Fabiana Redivo                                                                                   | DeepCon                        |
| 2018     | terzo ex aequo                            | Michela Cavaliere                   | Akiko                                                   | Astro Edizioni          | - Monica Serra, presidente - Roberto Re - Gabriele Zanvercelli - Fabiana Redivo                                                                                   | DeepCon                        |
| 2018     | terzo ex aequo                            | Rob Himmel                          | Le lame scarlatte                                       | Dark Zone Edizioni      | - Monica Serra, presidente - Roberto Re - Gabriele Zanvercelli - Fabiana Redivo                                                                                   | DeepCon                        |
| 2019     | primo                                     | Giacomo Ferraiuolo                  | Nora                                                    | Dark Zone Edizioni      | - Filomena Cecere, presidente - Monica Serra - Roberto Re - Gabriele Zanvercelli - Fabiana Redivo                                                                 | DeepCon                        |
| 2019     | secondo ex aequo                          | Roberta De Tomi                     | Alice nel labirinto                                     | Dario Abate Editore     | - Filomena Cecere, presidente - Monica Serra - Roberto Re - Gabriele Zanvercelli - Fabiana Redivo                                                                 | DeepCon                        |
| 2019     | secondo ex aequo                          | Max Gobbo                           | Alasia, la vergine di ferro                             | Watson                  | - Filomena Cecere, presidente - Monica Serra - Roberto Re - Gabriele Zanvercelli - Fabiana Redivo                                                                 | DeepCon                        |
| 2019     | terzo                                     | Alessandro Del Gaudio               | Tenebra lux                                             | Leucotea                | - Filomena Cecere, presidente - Monica Serra - Roberto Re - Gabriele Zanvercelli - Fabiana Redivo                                                                 | DeepCon                        |
| 2020     | primo                                     | Lily Lorenzini                      | Sympathy for the devil - Il diavolo non è poi così male | La Ruota                | - Fabiana Redivo, presidente - Monica Serra - Roberto Re - Filomena Cecere - Ilaria Pernice - Gabriele Zanvercelli                                                | DeepCon + Eurocon + Italcon    |
| 2020     | secondo                                   | Lucia Guglielminetti                | Versus                                                  | Dark Zone Edizioni      | - Fabiana Redivo, presidente - Monica Serra - Roberto Re - Filomena Cecere - Ilaria Pernice - Gabriele Zanvercelli                                                | DeepCon + Eurocon + Italcon    |
| 2020     | terzo                                     | Therry Romano                       | Time vampires - Codice Agatha                           | Astro Edizioni          | - Fabiana Redivo, presidente - Monica Serra - Roberto Re - Filomena Cecere - Ilaria Pernice - Gabriele Zanvercelli                                                | DeepCon + Eurocon + Italcon    |
| 2021     | primo                                     | Miriam Palombi                      | Il pentacolo - Legacy of Darkness                       | Dark Zone Edizioni      | - Ilaria Pernice, presidente - Roberto Re - Filomena Cecere - Gabriele Zanvercelli - Fabiana Redivo                                                               | DeepCon + Eurocon + Italcon    |
| 2021     | secondo                                   | Therry Romano                       | Angel down                                              | Dark Zone Edizioni      | - Ilaria Pernice, presidente - Roberto Re - Filomena Cecere - Gabriele Zanvercelli - Fabiana Redivo                                                               | DeepCon + Eurocon + Italcon    |
| 2021     | terzo                                     | Titania Blesh                       | A colpi di Cannonau                                     | Acheron Books           | - Ilaria Pernice, presidente - Roberto Re - Filomena Cecere - Gabriele Zanvercelli - Fabiana Redivo                                                               | DeepCon + Eurocon + Italcon    |
| 2022     |                                           |                                     |                                                         |                         | |                                |
| 2023     | primo                                     | Francesco Zamboni                   | Il sommo incantatore                                    | Dark Zone Edizioni      | - Therry Romano, presidente - Filomena Cecere - Gabriele Zanvercelli - Ilaria Pernice - Fabiana Redivo                                                            | DeepCon                        |
| 2023     | secondo                                   | Daniele Tredici                     | L'araldo dell'orso                                      | Idea                    | - Therry Romano, presidente - Filomena Cecere - Gabriele Zanvercelli - Ilaria Pernice - Fabiana Redivo                                                            | DeepCon                        |
| 2023     | terzo                                     | Marco Bertoli                       | La signora che vede i morti                             | NPS                     | - Therry Romano, presidente - Filomena Cecere - Gabriele Zanvercelli - Ilaria Pernice - Fabiana Redivo                                                            | DeepCon                        |
| 2024     | primo                                     | Simona Cremonini                    | Il Pittore delle Fate                                   | PresentARTsì            | - Valentina Daniele, presidente - Filomena Cecere - Therry Romano - Gabriele Zanvercelli - Ilaria Pernice - Fabiana Redivo                                        | DeepCon                        |
| 2024     | secondo                                   | Perla Giannotti                     | Le storie di Selot - L'inizio                           | Editore 45º Parallelo   | - Valentina Daniele, presidente - Filomena Cecere - Therry Romano - Gabriele Zanvercelli - Ilaria Pernice - Fabiana Redivo                                        | DeepCon                        |
| 2024     | terzo                                     | Alessio Signoriello                 | Zenath degli Aelish Odil                                | Another Coffee Stories  | - Valentina Daniele, presidente - Filomena Cecere - Therry Romano - Gabriele Zanvercelli - Ilaria Pernice - Fabiana Redivo                                        | DeepCon                        |